# Ancova
Ancova é um gênero de mariposa pertencente à família Crambidae.